# Nonianus gaujoni
Nonianus gaujoni là một loài nhện trong họ Sparassidae.
Loài này thuộc chi Nonianus. Nonianus gaujoni được Eugène Simon miêu tả năm 1897.